# Zach Whitehouse
Zach Sebastian Whitehouse (* 3. Dezember 2005) ist ein englischer Fußballspieler.

## Karriere
Zach Whitehouse erlernte das Fußballspielen in der Jugendmannschaft von Geylang International in Singapur. Die erste Mannschaft des Vereins spielt in der ersten Liga, der Singapore Premier League. Sein Erstligadebüt gab er als Jugendspieler am 27. Mai 2023 (13. Spieltag) im Auswärtsspiel gegen die Young Lions. Bei diesem 2:0-Auswärtserfolg wurde er in der 90.+4 Minute für den Japaner Yūshi Yamaya eingewechselt.